# Lin Na
Lin Na (18 januari 1980) is een Chinese middellangeafstandsloopster. Ze is gespecialiseerd in de 800 m en de 1500 m. Ze werd tweemaal Chinees kampioene en eenmaal Aziatisch kampioene. Sinds 1998 is ze mede-wereldrecordhoudster op de Ekiden.

## Loopbaan
Op 28 februari 1998 verbeterde Lin Na in Peking met haar teamgenotes Jiang Bo, Dong Yanmei, Zhao Fengting, Ma Zaijie, Lan Lixin het wereldrecord naar 2:11.41. Ze liep als slotloopster de laatste 7,195 km in 22.16. Op 24 november 2003 liep de Ethiopische ploeg negentien seconden sneller, maar dit wereldrecord is niet erkend.

## Titels
- Aziatisch kampioene 800 m - 2000
- Chinees kampioene 800 m - 1999
- Chinees kampioene 1500 m - 2002

## Persoonlijke records
Outdoor
| Onderdeel | Prestatie | Datum            | Plaats   |
| --------- | --------- | ---------------- | -------- |
| 800 m     | 1.58,16   | 22 oktober 1997  | Shanghai |
| 1500 m    | 4.07,06   | 18 november 2001 | Kanton   |

Indoor
| Onderdeel | Prestatie | Datum        | Plaats   |
| --------- | --------- | ------------ | -------- |
| 800 m     | 2.10,99   | 9 maart 2001 | Lissabon |
| 1500 m    | 4.18,62   | 9 maart 2002 | Shanghai |

## Palmares

### 800 m
- 2000:  Aziatische kamp. - 2.03,46
- 2001:  Chinese Spelen - 2.00,77

### 1500 m
- 2001:  Chinese Spelen - 4.07,06